# I Can't Stop Thinking About You
I Can't Stop Thinking About You è un singolo di Sting, che ha anticipato l'uscita del suo dodicesimo album solista, 57th & 9th  del 2016.
La canzone è stata diffusa sul web a partire dal 31 agosto 2016.

## Formazione
- Sting - voce, basso
- Vinnie Colaiuta - batteria
- Dominic Miller - chitarra
- Martin Kierszenbaum - organo
- Rhani Krija - percussioni
- The Last Bandoleros - cori